# Почернін (Мазовецьке воєводство)
Почернін (пол. Poczernin) — село в Польщі, у гміні Плонськ Плонського повіту Мазовецького воєводства.
Населення — 138 осіб (2011).
У 1975-1998 роках село належало до Цехановського воєводства.

## Демографія
Демографічна структура станом на 31 березня 2011 року:
|          | Загалом | Допрацездатний вік | Працездатний вік | Постпрацездатний вік |
| -------- | ------- | ------------------ | ---------------- | -------------------- |
| Чоловіки | 71      | 9                  | 50               | 12                   |
| Жінки    | 67      | 10                 | 35               | 22                   |
| Разом    | 138     | 19                 | 85               | 34                   |